# Plazmid
Plazmidi su kružne dvolančane molekule DNK. Po veličini su različiti; od najmanjih s oko tisuću, pa sve do najvećih s oko tristo tisuća parova baza. Oni mogu, pod određenim uvjetima, proći kroz staničnu membranu.  U gotovo svim ispitanim bakterijskim vrstama pronađene su jedinke koje sadrže plazmide. Repliciraju se nezavisno od bakterijskog kromosoma pa pojedine bakterijske stanice sadrže i po stotinu njihovih identičnih primjeraka. Osim toga u jednoj bakterijskoj stanici može biti istovremeno plazmida različite vrste.
Plazmidi nisu prijeko potrebni za život bakterijske stanice, ali joj mogu dati neka nova svojstva i pomoći joj da preživi u nepovoljnim uvjetima. Tako, na primjer, bakterije, u koje se "naselio" određeni tip plazmida, mogu postati donori prilikom konjugacije. Konjugacija je prijenos DNK iz donorske ili muške u recipijentnu ili žensku bakteriju.
Drugi tipovi plazmida mogu dati bakterijama gene za sintezu novih površinskih antigena, gena za sintezu toksina ili gena za sintezu bakteriocina. Treba spomenuti i da mnogi tipovi plazmida nose gene koji bakterije čine otpornima na antibiotike, teške metale ili ultraljubičasto zračenje.
U genetičkim tehnologijama plazmidi se koriste kao vektori kloniranja. Sljedeće osobine čine ih skoro idealnom vektorima u procesu kloniranja:
- sposobnost plazmida da pod točno određenim uvjetima mogu proći kroz staničnu membranu;
- plazmidi imaju vlastiti replikacioni početak, odnosno mogu se neovisno replicirati;
- plazmidi mogu u procesu replikacije u određenom obimu preuzeti nove DNK;
- za kloniranje je veoma značajna činjenica da i plazmidi na svojoj DNK imaju mjesta prepoznavanja za restrikcione enzime.